# 마키즈시
마키즈시(일본어: 巻き寿司) 또는 김초밥은 김 등의 재료로 스메시(초를 친 밥)와 주재료를 싼 스시(초밥)이다. 하야즈시의 일종이며, 마키모노(일본어: 巻物)로도 부른다. 김으로 싼 것은 노리마키(김초밥)라고 한다. 재료로는 참치, 오이, 새우, 달걀, 칸표, 오징어, 소엽, 단무지, 낫토 등을 흔히 넣는다.

## 종류
크기에 따라 호소마키(細巻)와 후토마키(太巻)로 나뉜다. 그 외에 원뿔 모양 테마키(手巻き), 군함 모양 군칸마키(軍艦巻き), 누드김밥과 비슷한 우라마키(裏巻き) 등이 있다.
후토마키 가운데 "운을 부르는 마키즈시"로 여겨지는 에호마키(恵方巻)가 있으며, 이것을 2월 3일 세쓰분(새로운 계절이 시작하는 날의 전날)에 먹는다.

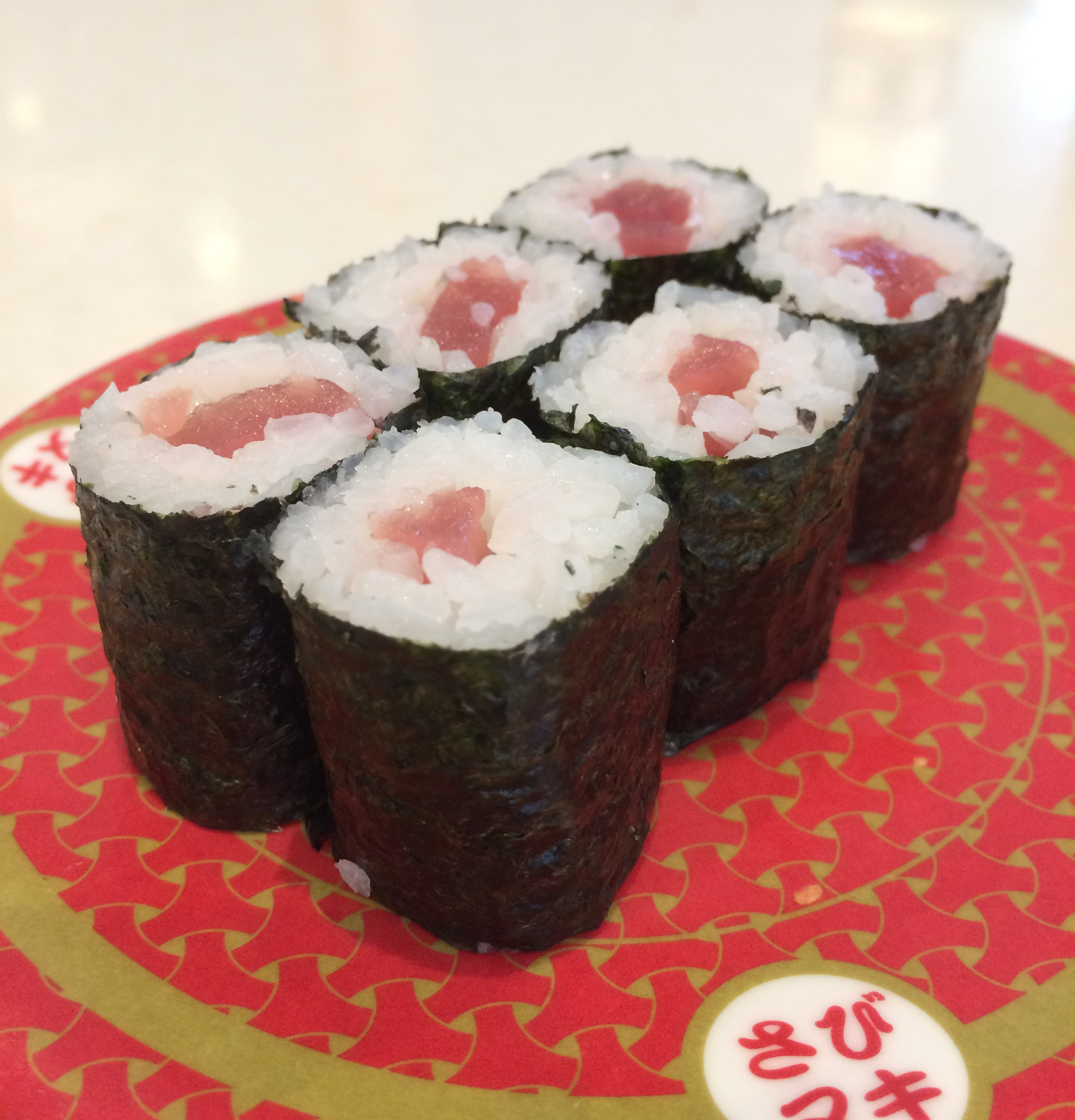
호소마키
후토마키
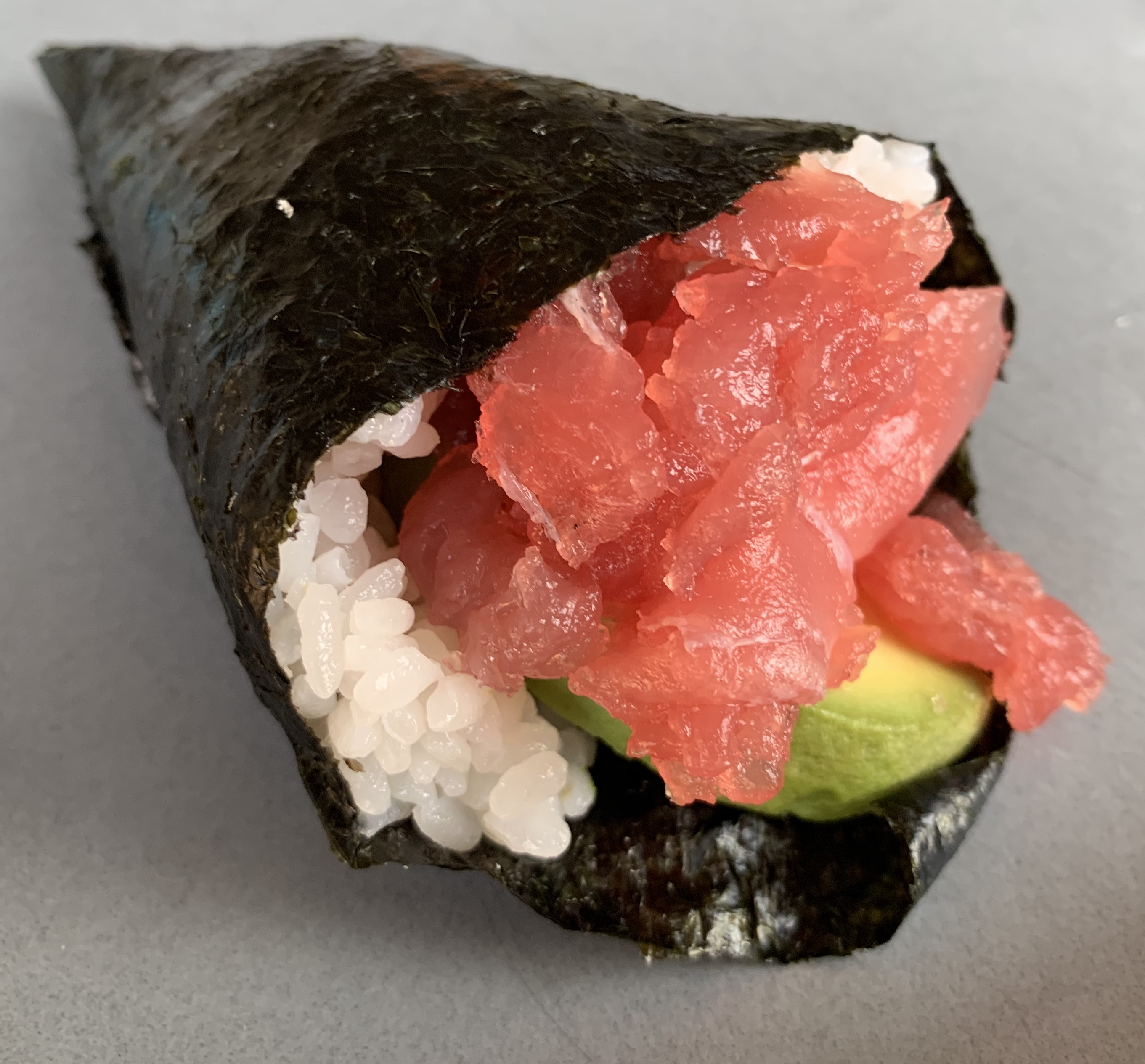
테마키
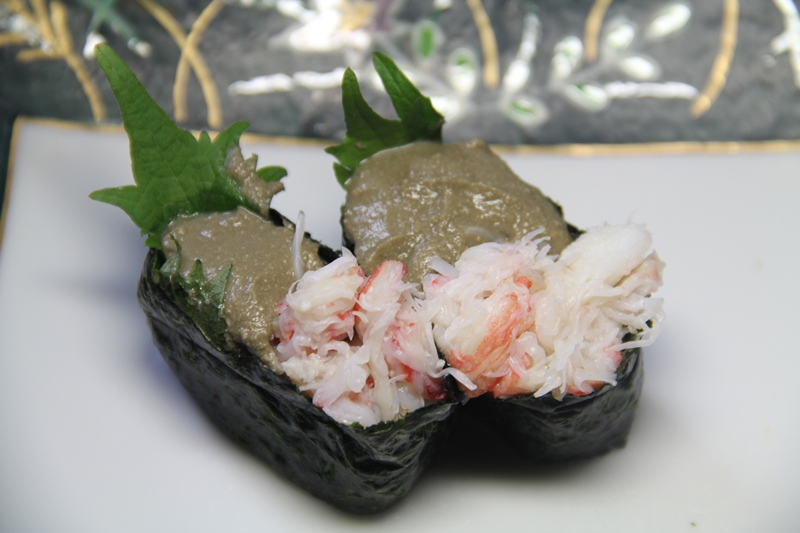
군칸마키
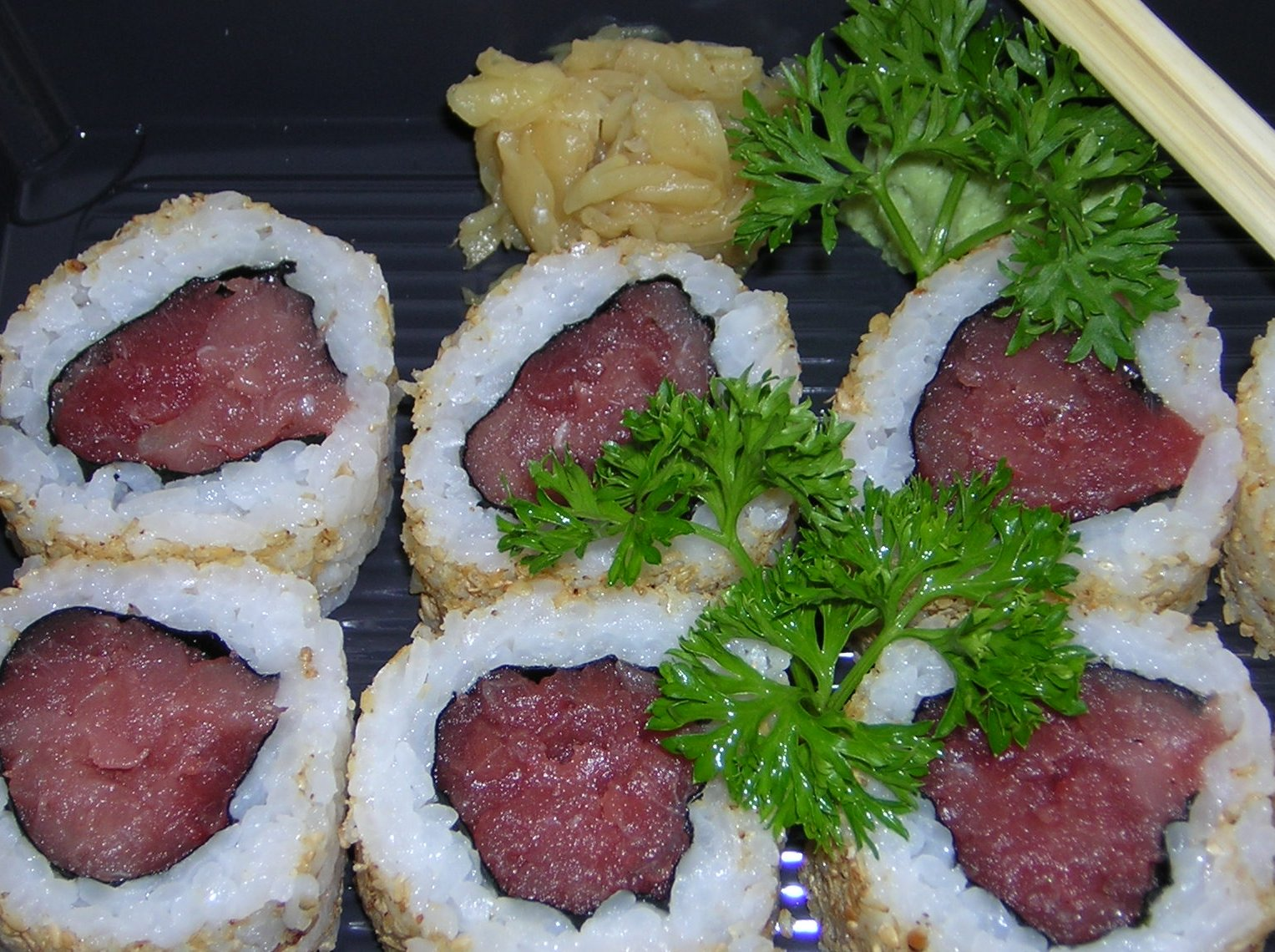
우라마키
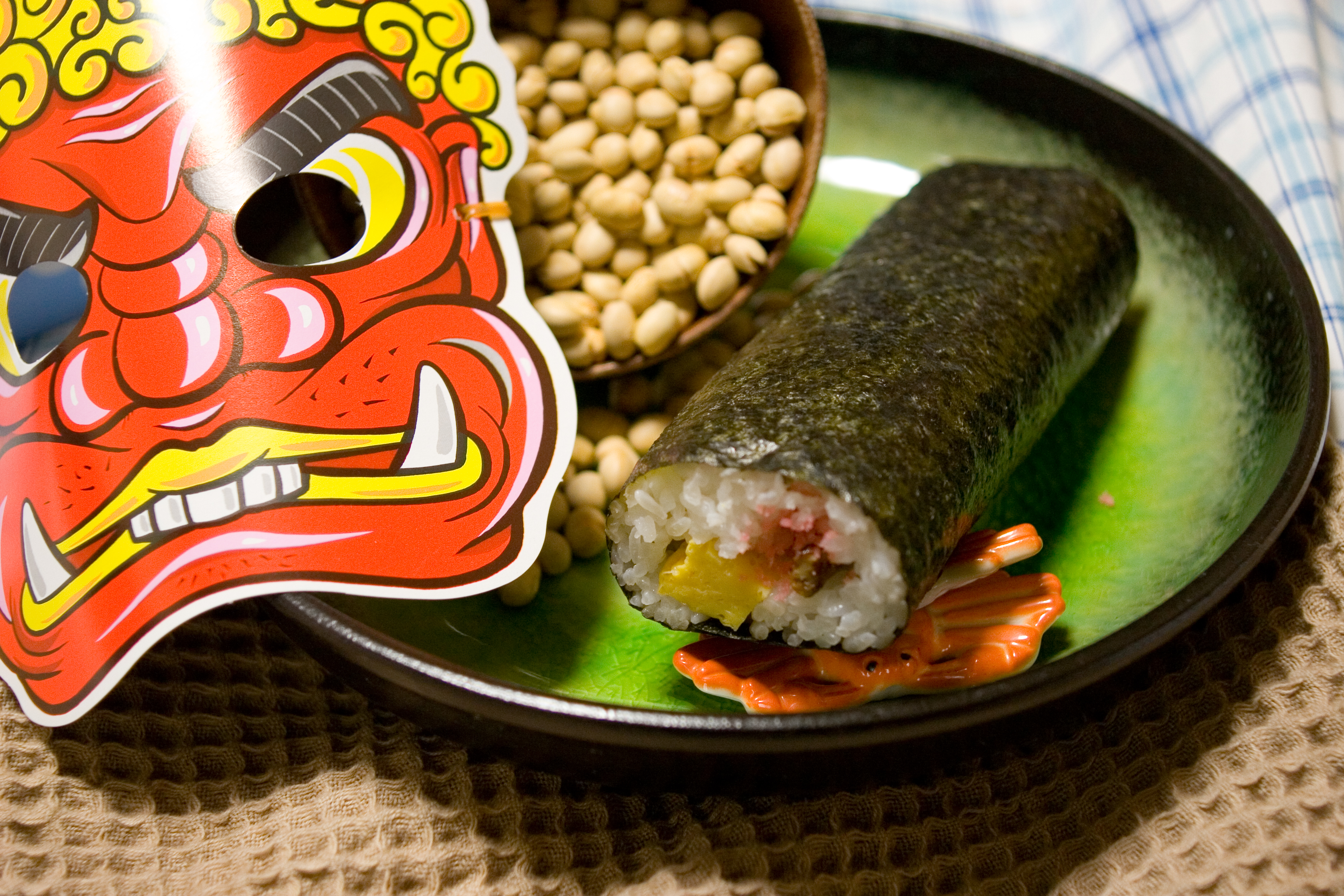
에호마키,콩과 악마 가면

## 같이 보기
- 노리마키
- 김밥